# Particule subvirale
Les particules subvirales sont des entités biologiques apparentées aux virus mais incapables d'accomplir le cycle viral.
Sont compris dans cette catégorie :
- des éléments non nucléotidiques (ex : capside vide)[1] parfois appelés VLP (virus-like particules) ou encore particule pseudovirale ;
- des séquences nucléotidiques qui nécessitent la coinfection d'un virus assistant pour se propager horizontalement[2].

Parmi ces séquences nucléotidiques figurent :
- les virusoïdes ;
- les virus satellites.